# پادشاهی واسپوراکان
پادشاهی واسپوراکان (ارمنی: Վասպուրականի թագավորություն) پادشاهی بود که مابین سال‌های ۹۰۸ تا ۱۰۲۱ میلادی همزمان با حکومت خلافت عباسیان در ایران با تمدنی ارمنی در اطراف دریاچه وان و شهر وان ترکیه حکمرانی می‌کردند. گاگیک آرزرونی، یا گاگیک یکم واسپوراکان حاکم وقت منطقهٔ واسپوراکان، بود.
پس از استقلال ارمنستان، در اواخر سده نهم میلادی، چندین مرکز قدرت در کشور به وجود آمد که در ابتدا با حکومت مرکزی در کشمکش بودند اما در نهایت حکومتی فدرال تشکیل دادند. یکی از این مراکز قدرت، که در ابتدا خواستار جدایی از حکومت مرکزی و تشکیل پادشاهی مستقل بود، حکومت خاندان آرزرونی، در منطقهٔ واسپوراکان، بود.

## تاریخ
از سده ۹ (پیش از میلاد) منطقه واسپوراکان بخشی از اورارتو بود. در سده ۶ (پیش از میلاد) آن بخشی از قلمرو و ساتراپ‌نشین ارمنستان شد.
از ۱۸۹ (پیش از میلاد) واسپوراکان یکی از ایالت‌های ارمنستان کبیر شد. سپس آن منطقه بخشی از سلسله اشکانی ارمنستان شد. پس از تقسیم ارمنستان در سال ۳۸۷ میلادی به دو بخش غربی و شرقی، به تبع آن واسپوراکان هم به بخش شرقی یعنی ارمنستان ایران پیوست.
در سده هشتم تحت کنترل اعراب قرار گرفت ولی در سال ۸۸۴ میلادی با ظهور دودمان باگراتونی ارمنستان توانست از زیر سلطه اعراب رهایی پیدا کند.
در سال ۹۰۸ میلادی، گاگیک آرزرونی، یا گاگیک یکم واسپوراکان حاکم وقت منطقهٔ واسپوراکان، در شمال میان رودان، استقلال منطقهٔ تحت تسلط خود را اعلام کرد و مدعی پادشاهی بر کل ارمنستان شد. این اتفاق سبب آغاز کشمکش با حکومت مرکزی شد که تا سال ۹۴۳ میلادی ادامه یافت. گاگیک متعاقب اعلام استقلال، جزیره آختامار را به منزلهٔ مرکز حکومت خود برگزید و به مانوئل، معمار معروف ارمنی، دستور بنای مجموعه‌هایی از کاخ‌ها را داد.
وی، که قصد داشت رهبری مذهبی ارمنستان را به جزیرهٔ آختامار منتقل سازد، به معمار خود دستور داد تا در کنار کاخ‌ها کلیسایی نیز بنا کند.
پس از فتح آن منطقه توسط امپراتوری روم شرقی، توسط سلجوقیان تسخیر شد و چندین بار توسط سلجوقیان روم و ایوبیان دست به دست شد تا این که در سده سیزدهم تحت کنترل ارمنستان زاکارید قرار گرفت.
بعدها واسپوراکان مورد تاخت و تاز مغولان قرار گرفت، تا این که توسط ترکان عثمانی اشغال شد.

## پادشاهان واسپوراکان
- گاگیک یکم واسپوراکان، یا گاگیک یکم آرزرونی واسپوراکان ۹۰۸ میلادی تا ۹۴۳ میلادی
- درنیک-آشوت واسپوراکان (پسر گاگیک آرزرونی) ۹۴۳ میلادی تا ۹۵۳ میلادی
- آبسوال هامازاسپ (پسر درنیک آشوت) ۹۵۳ میلادی تا ۹۷۲ میلادی
- آشوت-ساهاک واسپوراکان (پسر آبسوال هامازاسپ) ۹۷۲ میلادی تا ۹۸۳ میلادی
- گورگن-خاچیک واسپوراکان (برادر آشوت ساهاک) ۹۸۳ میلادی تا ۱۰۰۳ میلادی
- هوهانس آرزرونی (برادر آشوت ساهاک) ۱۰۰۳ میلادی تا ۱۰۲۱ میلادی

## نگارخانه

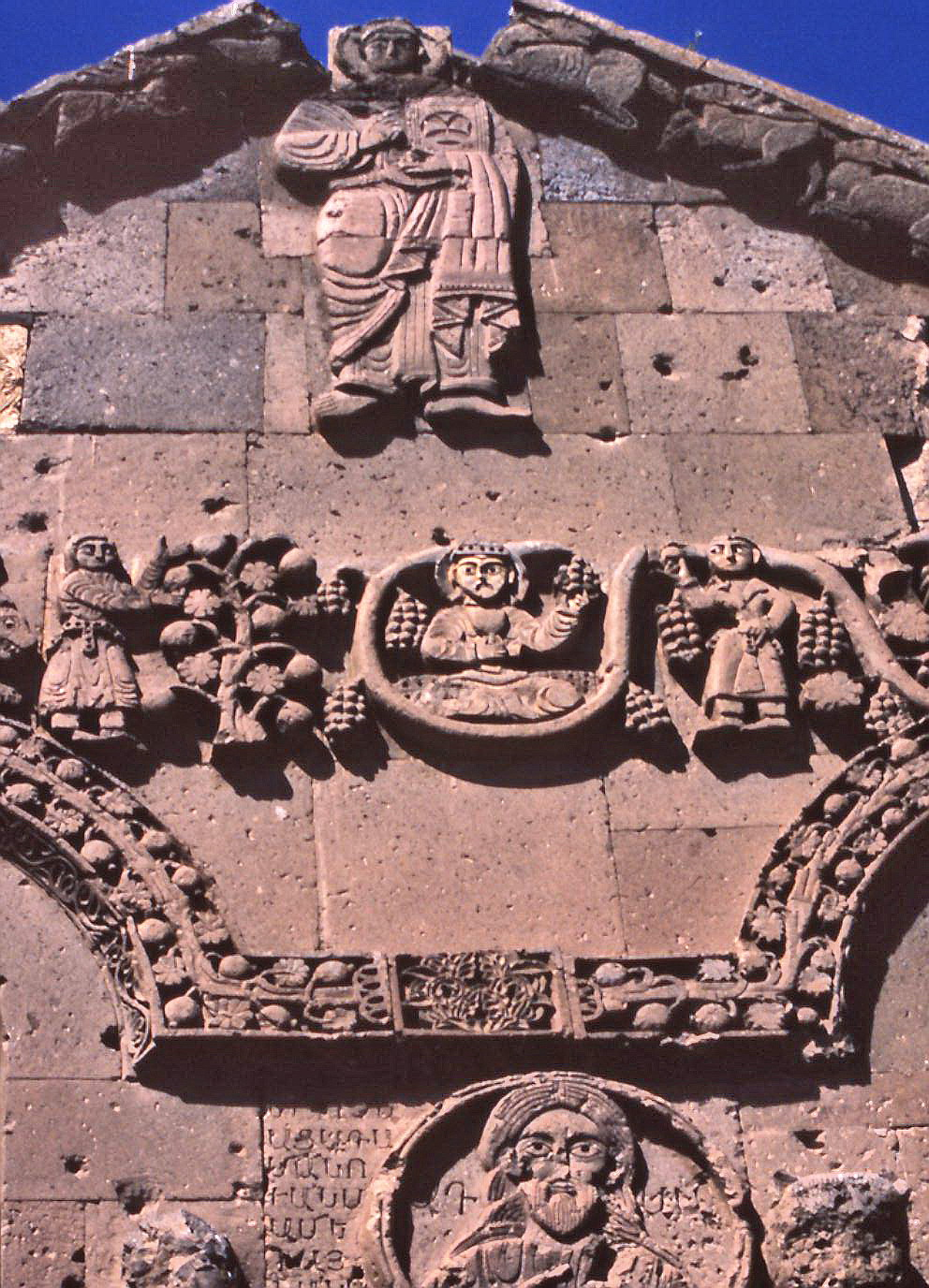
ترسیم گاگیک آرزرونی، از نمای شرقی کلیسای صلیب مقدس